# Ben 10: Alien Force (videogioco)
Ben 10: Alien Force è un videogioco basato sulla serie televisiva animata Ben 10: Alien Force, pubblicato il 28 ottobre 2008 in Nord America e nel febbraio 2009 nel Regno Unito e nel resto d'Europa.

## Trama
Mentre si dirigono verso la fiera cittadina, Ben, Gwen e Kevin rilevano ed inseguono un Cavaliere Immortale grazie all'uso di un tracciatore di tecnologia aliena. Il trio rintraccia il Cavaliere Immortale proprio alla fiera, mentre è alla ricerca di un componente ad alta tecnologia aliena sepolto lì. Mentre procede al recupero del componente, Ben incontra un Risolutore in pensione (e visibilmente fuori forma) chiamato Gorvan. Gorvan afferma che il suo obiettivo è recuperare componenti ad alta tecnologia aliena illegali e presto recluta Ben, Gwen e Kevin per assolvere al suo compito.
Il trio si dirige in un castello dei Cavalieri Immortali che si trova in una foresta. Ben e Kevin si fanno strada tra i Cavalieri ed il sistema di sicurezza finché Ben non scopre che il prossimo componente è nascosto nella tana di un drago (fortunatamente incatenato). Dopo aver sconfitto il drago, Ben recupera il componente e lo porta alla più vicina base dei Risolutori, dove si trova Gorvan che, in maniera molto rude, prende il componente per metterlo al sicuro.
La squadra va quindi a caccia di un componente svelato recentemente che si trova in una base militare. Kevin decide di chiamarsi fuori dalla missione dopo riporta alla base.
Dopo aver sbloccato alcuni file segreti appartenenti a Nonno Max, Ben, Gwen e Kevin scopdi Kevin, il gruppo riesce a rintracciare il Supremo in un posto dove sono sorte tre torri meteorologiche complete. La squadra viene immediatamente divisa a causa di uno quantità infinita di Umalieni. Ben deduce che un vicino razzo spaziale funga da centro di controllo per le torri meteorologiche e decide di rimuoverlo dal circuito stampato nonostante i ripetuti tentativi di avvertimento da parte di Gwen.
Dopo aver combattuto contro Umalieni, ibridi alieni di Umalieni ed un Supremo, Ben si fa strada verso il pilota automatico, grazie al quale toglie il razzo del circuito. Tuttavia, il Supremo spiega che, togliendo il razzo dal circuito, Ben ha inavvertitamente attivato le torri meteorologiche e, gongolando, ammette che se non fosse stato per Ben il suo piano sarebbe fallito. Il Supremo quindi scaraventa Ben fuori dal razzo così che Ben possa stare a guardare l'esito delle sue azioni.
Torniamo indietro a quando Gwen prova ad avvertire Ben a non recarsi sull'astronave. Dopo il suo fallimento, Gwen e Kevin si dividono per distruggere i campi di forza delle torri. Dopo essere riusciti nella loro missione, i due si incontrano con un Omosauro enorme che distrugge facilmente le torri rimanenti. Mentre i tre esplorano le macerie delle torri, scoprono che il Supremo sta progettando la costruzione di un enorme arco.

## Eroi alieni giocabili

### Tutte le piattaforme
- Fangofiammante
- Omosauro

### Per Wii, PS2, PSP
- Gelone
- Scimparagno
- Pinnajet

### Per Nintendo DS
- Mutante
- Eco-Eco
- Cromoraggio